# Baronia de Veligosti
La Baronia de Veligosti o Veligosti-Damala va ser un feu medieval franc del Principat d'Acaia, originalment centrat en Veligosti (en grec: Βελίγοστι o Βελιγόστη; en francès: “Véligourt”; en italià: "Villegorde”) situat al sud de l'Arcàdia, però també va arribar a incloure l'àrea de Damala (en grec: Δαμαλᾶ, en francès: Damalet) a la Argòlida  quan va passar a una branca menor de la família de la Roche. Després que Veligosti fou perduda davant els romans d'Orient cap a 1300, el nom es va mantenir tot i que la baronia es va reduir a Damala.

## Història

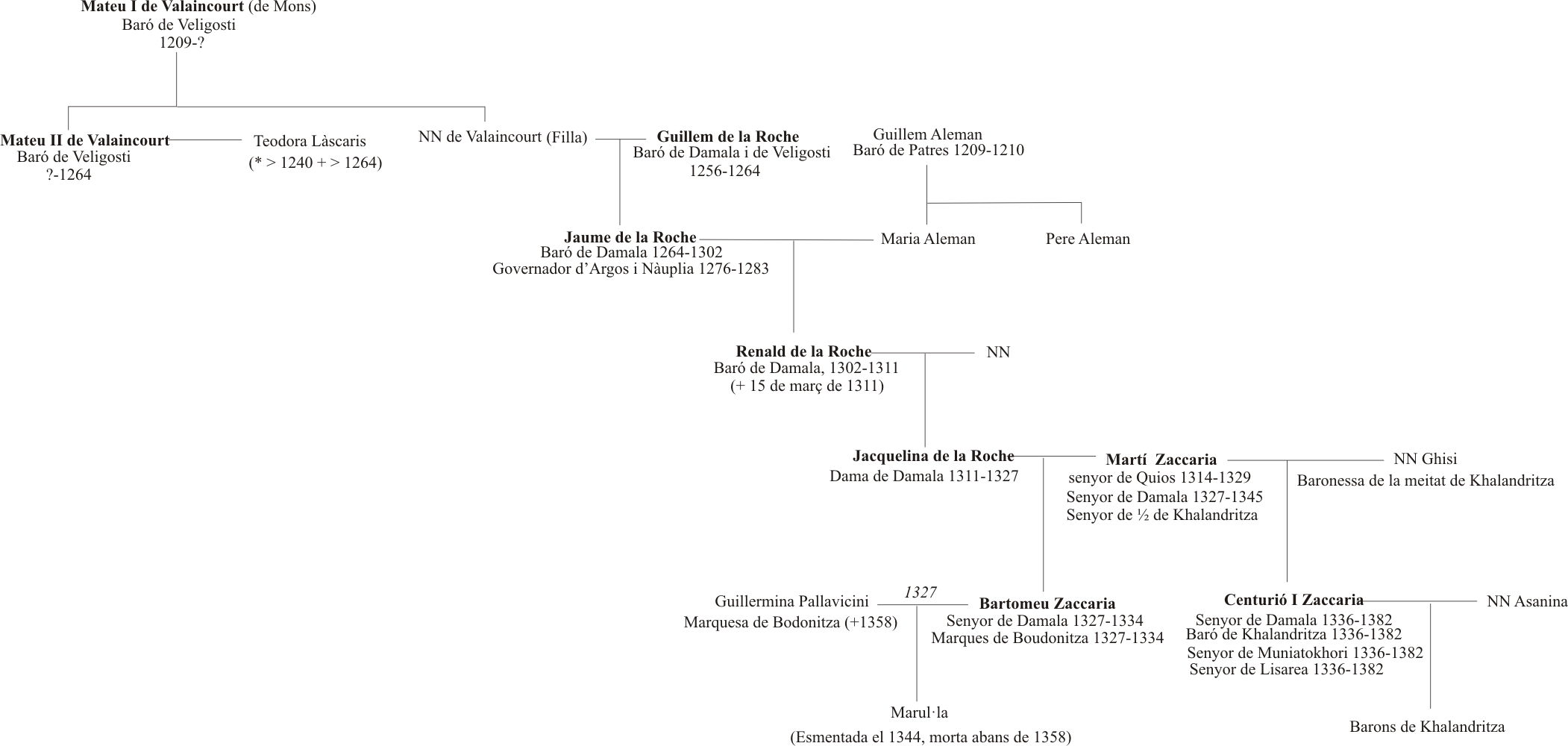
Genealogia dels barons de Veligosti i de Damala

Veligosti, prop de l'antiga Megalòpolis, sembla haver caigut davant els croats francs sense resistència al voltant de 1205 o 1206. El origen del nom és desconegut. Karl Hopf creu que el nom grec deriva de la forma francesa Véligourt, i que això era al seu torn una corrupció del nom del primer baró, Mateu de Mons, que, com va proposar Hopf, provenia de Walincourt o Valaincourt. Antoine Bon, per contra, considera la forma «Veligosti» com original (d'origen eslau) i que el nom francès en derivaria.
La baronia, establerta al voltant de 1209, va ser una de les dotze baronies seculars originals del Principat d'Acaia i estava composta per quatre feus. Mateu va tenir la baronia fins al seu matrimoni amb una princesa romana d'Orient, filla de Teodor II Làscaris. Karl Hopf va conjecturar l'existència de dos barons del mateix nom, Mateu i II (Mateu està testimoniat fins vers 1264 i sembla que seria massa gran per ser el mateix que el 1209 tenia la senyoria i probablement ja tenia mes de 30 anys; Teodora Làscaris va néixer al menys el 1340 i, per tant, quan ella tenia 20 anys Mateu I haguera tingut un 80 anys), i que va ser aquest últim qui es va casar amb la princesa.
Mateu de Mons desapareix de les fonts després del seu matrimoni, i el feu i el títol associat aparentment van passar a una branca menor de la família de la Roche, la branca major de la qual governava el ducat d'Atenes. Ja en un document datat en 1256, Guillem de la Roche és esmentat com «senyor de Veligosti» ( dominus Villegordus ). El procés de la transferència és fosc; Hopf va llençar la hipòtesi que una germana de Mateu de Mons s'hauria casat amb Guillem de la Roche.. Aquest Guillem de la Roche, germà menor d'duc d'Atenes Guiu I de la Roche, també va ocupar la regió de Damala a l'Argòlida com a feu, i els dos dominis es van unir sota el mateix títol.
Damala (antiga i actual Trezè a l'Argòlida) va ser capturada fàcilment en els primers dies de la conquesta franca de Morea, a diferència de les ciutadelles veïnes d'Argos i Nàuplia, que van continuar resistint fins 1212. Argos i Nàuplia van ser donats com un feu separat als ducs de la Roche d'Atenes; la mateixa Damala no és esmentada en les versions franceses i gregues de la Crònica de Morea, i només la versió aragonesa esmenta un cavaller, aparentment Guillem de la Roche, que va rebre sis feus a la zona i va construir un castell, així com la possessió de tres feus aquí per la família Foucherolles. Aquests informes es remunten a la segona meitat de segle, i la zona sembla haver estat del tot desproveïda de la presència dels francs abans d'això. Jaume de la Roche, evidentment fill de Guillem, és esmentat després com a «senyor de Veligosti» en la versió aragonesa, mentre que a principis del segle xiv, Reinald de la Roche «de Véligourt», fill de Jaume i Maria Aleman, filla del baró de Patres Guillem Aleman, és esmentat com a «senyor de Damala» ( sires de Damalet ).
Des de la dècada de 1260, Veligosti es va convertir en una base important en el Principat d'Acaia en la seva guerra contra la província romana d'Orient de Mistra al sud-est de Morea. Juntament amb Nikli custodiava els passos que conduïen des del territori romà d'Orient a l'altiplà central d'Arcadia, el cor de la península. Després d'aproximadament el 1272 la presència dels francs en Veligosti va començar a estar cada vegada més amenaçat, ja que els romans d'Orient gradualment es van estendre per la zona. Al voltant de 1300, tant Nikli com Veligosti s'havien perdut pels francs, i de fet semblen haver estat arrasades i/o abandonades del tot, ja que no s'esmenten en les fonts. Encara confinada al feu de Damala, la família va continuar utilitzant el títol de Veligosti, o més aviat la seva versió francesa, Véligourt, a partir de llavors.
Reinald probablement va ser assassinat en la batalla del Cefís en 1311, i la seva hereva, Jacquelina de la Roche, es va casar amb Martí Zaccaria, que també era senyor de Quios i baró de Khalandritsa, algun temps abans de 1325. Martí va ser succeït pels seus dos fills, primer per Bartomeu Zaccaria, i després de la seva mort en 1336, per Centurió I Zaccaria. Després de la mort de Centurió en l'any 1382, Damala sembla haver-se perdut.